# 瀑布防空火箭
瀑布防空火箭（德語：Wasserfall Ferngelenkte FlaRakete） :77) 是納粹德國於第二次世界大戰發明及生產的一種超音速地對空導彈。以當時的技術而言為一項劃時代的嘗試，但由於技術所限及戰爭後期德國資源愈趨貧乏，開發項目最終未能完成。
1945年納粹德國最終戰敗，蘇聯繳獲了瀑布防空火箭的相關技術，並於後來發展出其第一代防空導彈，即S-25/SA-1地對空導彈。美國亦同樣基於瀑布防空火箭，應用於其愛瑪士導彈計劃中的地對空導彈分型（Hermes A-1）之上。

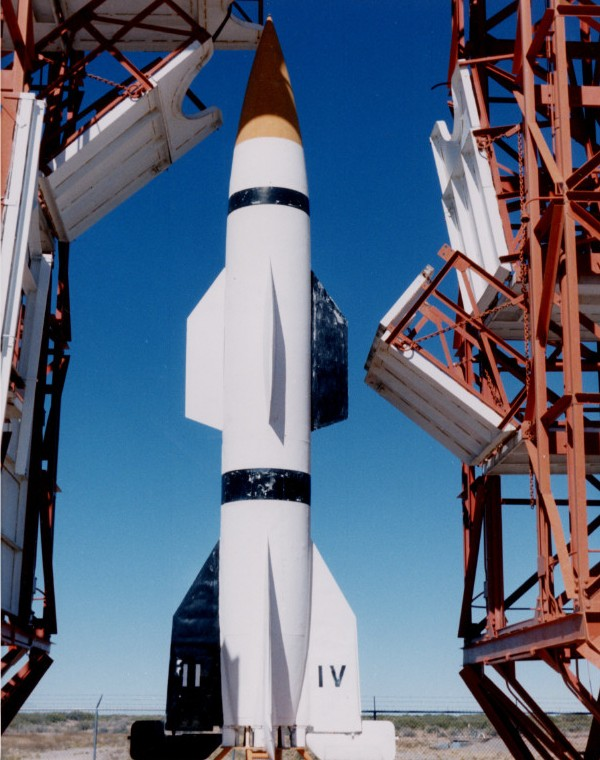
二次大戰後，美國基於瀑布防空火箭的技術上，發展的愛瑪士導彈計劃中的地對空導彈分型（Hermes A-1），攝於1946年在白沙試驗場。

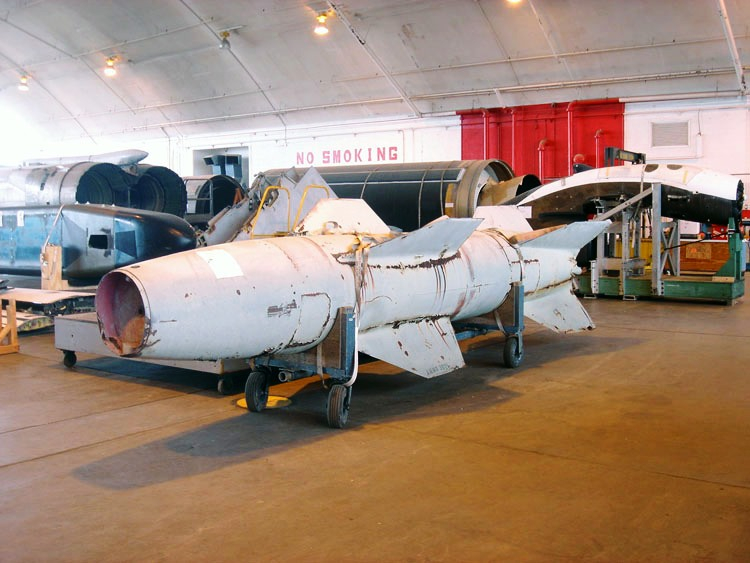
現存於美國空軍國家博物館的瀑布防空火箭。